# Мерилін вос Савант
Мерилін Мах (англ. Marilyn Mach), пізніше вос Савант (англ. Marilyn vos Savant, нар. 11 серпня 1946, Сент-Луїс, Міссурі, США) — американська письменниця, журналістка і колумністка, занесена в Книгу рекордів Гіннеса як людина з найвищим коефіцієнтом інтелекту (IQ) у світі: 228 балів за шкалою Стенфорд — Біне. З 1986 року веде щотижневу колонку «Запитай Мерилін» (Ask Marilyn) у журналі Parade, де розв'язувала пазли та відповідала на запитання читачів. Її рішення парадоксу Монті Голла, опубліковане в журналі 1990 року, популяризувало цю математичну задачу.

## Життєпис
Мерилін Мах народилась 11 серпня 1946 року в Сент-Луїсі в сім'ї Джозефа Маха і Маріни вос Савант. Мерилін взяла прізвище вос Савант, притримуючись думки, що сини повинні брати прізвище батька, а дочки — матері. Має італійське, чехословацьке, німецьке й австрійське коріння, є нащадком австрійського фізика та філософа Ернста Маха.
У підлітковому віці Мерилін працювала в невеликому магазині свого батька й під псевдонімом писала для місцевих газет. У віці 16 років вперше одружилася, розлучилась за 10 років шлюбу. Наступний шлюб тривав до її 35-ліття.
Відвідувала коледж у Сент-Луїсі й вивчала філософію в університеті Вашингтона в Сент-Луїсі, покинула навчання за два роки, щоб допомогти батькам із сімейним бізнесом. Переїхала до Нью-Йорка в 1980-х, щоб розвивати письменницьку кар'єру. Перед створенням колонки «Запитай Мерилін» Савант писала конкурси з IQ-тестами для журналу Omni.
23 серпня 1987 року одружилася з Робертом Джарвіком (одним зі співрозробників штучного серця) і зайняла посаду фінансової директорки в компанії Jarvik Heart, Inc. Вона перебувала в раді директорів Національної ради з економічної освіти, консультативних радах Національної асоціації обдарованих дітей і Національного жіночого музею історії, а також є почесним членом Комітету скептичних розслідувань. Організація Тостмастерс Інтернешнл назвала її однією з «П'яти видатних спікерів 1999 року», а в 2003 році Савант отримала ступінь почесного доктора літератури коледжу Нью-Джерсі.

## IQ-рекордсменка
Мерилін вос Савант входила в Книгу рекордів Гіннеса з 1985 по 1989 роки як людина з «Найвищим IQ», а в 1988 році потрапила в Зал слави Книги рекордів Гіннеса. У 1990 році категорію «Найвищий IQ» видалили з Книги рекордів Гіннеса, оскільки тести IQ були визнані надто ненадійними, щоб визначити одного рекордсмена.
Книга рекордів Гіннеса посилалась на два IQ-тести, які пройшла Савант: «Стенфорд — Біне» і «Мега-тест». Тест «Стенфорд — Біне» в редакції 1937 року вона пройшла, коли їй було 10 років. Цей тест, пройдений у вересні 1956 року, показав результат 228. Це число було занесено до Книги рекордів Гіннеса, воно також зазначене в біографічних розділах її книг та інтерв'ю. «Мега-тест», як зазначено в Книзі рекордів Гіннеса, Савант склала в середині 1980-х. «Мега-тест» визначає відхилення рівня «IQ» від середнього рівня. Результат вос Савант склав 46 із 48 можливих, що відповідає IQ 186, або 224 за шкалою «Стенфорд — Біне», а попередній результат 228 відповідає IQ 188. «Мега-тест» критикувався професійними психологами як некоректно складений.
Сама вос Савант вважає, що інтелект включає настільки велику кількість факторів, що спроби виміряти його даремні.
Мерилін вос Савант входить в об'єднання людей з високим IQ Mensa International і Mega Society.

## «Запитай Мерилін»
Після потрапляння до Книги рекордів Гіннеса в 1986 році американський журнал Parade опублікував профіль Мерилін вос Сават разом з добіркою запитань від читачів та її відповідей. Parade продовжував отримувати запитання, так з'явилась колонка «Запитай Мерилін». У цій колонці Савант відповідала на запитання читачів з багатьох, переважно академічних, тем, розгадувала логічні, математичні чи словникові головоломки, надіслані читачами, давала поради, спираючись на логіку, і публікувала самостійно придумані вікторини та головоломки. Окрім щотижневої друкованої колонки «Запитайте Мерилін», існує також щоденна онлайн-колонка, де розглядаються спірні чи помилкові відповіді, повторно публікуються попередні відповіді, часто з доповненнями, та вирішуються інші запитання читачів.
Три її книги (Ask Marilyn, More Marilyn і Of Course, I'm for Monogamy) є добірками питань і відповідей із «Запитай Мерилін». Книга The Power of Logical Thinking також містить багато запитань і відповідей з цієї колонки.

## Публікації
- 1985 — Omni I.Q. Quiz Contest
- 1990 — Brain Building: Exercising Yourself Smarter (co-written with Leonore Fleischer)
- 1992 — Ask Marilyn: Answers to America's Most Frequently Asked Questions
- 1993 — The World's Most Famous Math Problem: The Proof of Fermat's Last Theorem and Other Mathematical Mysteries
- 1994 — More Marilyn: Some Like It Bright!
- 1994 — «I've Forgotten Everything I Learned in School!»: A Refresher Course to Help You Reclaim Your Education
- 1996 — Of Course I'm for Monogamy: I'm Also for Everlasting Peace and an End to Taxes
- 1996 — The Power of Logical Thinking: Easy Lessons in the Art of Reasoning…and Hard Facts about Its Absence in Our Lives
- 2000 — The Art of Spelling: The Madness and the Method
- 2002 — Growing Up: A Classic American Childhood